# Nikolaus Störtenbecker
Nikolaus Störtenbecker (* 19. Februar 1940 in Hamburg; † 25. Oktober 2022) war ein deutscher Maler und als solcher Vertreter des Neuen Realismus.

## Leben
Störtenbecker studierte von 1960 bis 1965 an der Hochschule für bildende Künste Hamburg. 1965 begründete er mit Dieter Asmus, Peter Nagel und Dietmar Ullrich die Gruppe ZEBRA, der er bis zu seinem Austritt 1977 angehörte. Im selben Jahr (1965) ging er mit einem DAAD-Stipendium nach London. Von 1973 bis 1974 hatte er ein Villa-Massimo-Stipendium in Rom. Nach einer zwischenzeitlichen Tätigkeit als Kunstlehrer an einem Flensburger Gymnasium arbeitete er seit 1977 erfolgreich als freier Maler und Grafiker.
1986 bis 1988 war Störtenbecker Mitglied der Bundesjury zur Auswahl der Villa-Massimo-Stipendiaten. Seit 1989 organisierte er regelmäßig thematische Pleinairs und galt als einer der führenden Köpfe der Norddeutschen Realisten, einer losen Malervereinigung. Von 1996 bis 1998 lieferte er unter anderem Illustrationen für das FAZ-Magazin. Er war Mitglied im Künstlersonderbund in Deutschland, der Künstler vereinigt, die für realistisch-gegenständliche Darstellungen in der Bildenden Kunst der Gegenwart stehen. Seit 2009 war er Lehrbeauftragter an der Hochschule für angewandte Wissenschaften (HAW) Hamburg im Fachbereich Gestaltung/Malerei. Im März 2019 stiftete er dem Schleswig-Holsteinischen Landesmuseum in Schleswig sein graphisches Werk, soweit es sich noch in seinem Besitz befand.
Störtenbecker lebte und arbeitete bis 2022 im schleswig-holsteinischen Dorf Munkbrarup nahe Flensburg.

## Auszeichnungen
- 1971: Förderpreis im Kulturkreis des BDI
- 1973: Stipendium Villa Massimo

## Ausstellungen und Werke in öffentlichem Besitz (Auswahl)

### Ausstellungen
- 1972: Museum Folkwang, Essen
- 1972: Kunsthalle, Bielefeld
- 1979: Schleswig-Holsteinisches Landesmuseum, Schloss Gottorf
- 1979: Kunsthaus, Hamburg
- 2003: Altonaer Museum, Hamburg

### Werke in öffentlichem Besitz
- 146 Radierungen, Lithografien und Farbholzschnitte im Schleswig-Holsteinischen Landesmuseum in Schleswig[3]
- Containerfrachter im Hamburger Hafen, Ölbild, Deutsches Schifffahrtsmuseum[4]
- 1969: Strandgewächs, Grafik, Sparkassenstiftung Schleswig-Holstein, Kiel
- 2002: Fördelandschaft, Farbholzschnitt, Sparkassenstiftung Schleswig-Holstein, Kiel
- 2005: Maler im Raps, Grafik, Sparkassenstiftung Schleswig-Holstein, Kiel
- 2005: Stockrose, Grafik, Sparkassenstiftung Schleswig-Holstein, Kiel
- 2007: Ballon-Wohin, Grafik, Sparkassenstiftung Schleswig-Holstein, Kiel
- 2008: Feld mit Wolke, Grafik, Sparkassenstiftung Schleswig-Holstein, Kiel
- 2009: Zwei alte Schiffe, Farbholzschnitt, Sparkassenstiftung Schleswig-Holstein, Kiel
- Werke in der Schenkung Gisela und Dr. Wolfgang Flügge, Kunstsammlungen Chemnitz
- Werke in der Sammlung Gerhard und Brigitte Hartmann, Kunstmuseum Albstadt